# Abulites
Abulites fue el sátrapa de Susiana que se rindió ante Alejandro Magno cuando este se acercaba a Susa. Alejandro lo mantuvo en el cargo, pero más tarde fue ejecutado por orden del rey macedonio, junto a su hijo Oxiatres, por crímenes cometidos en su gobierno territorial.